# Абрамов, Сергей Егорович
Сергей Егорович Абрамов (10 июля 1956 — 23 мая 2019) — советский и российский хоккеист, нападающий, мастер спорта СССР, хоккейный тренер. Бо́льшую часть своей игровой карьеры выступал за хоккейный клуб «Ижсталь» из Ижевска, также играл за команды «Металлург» (Новокузнецк), СКА (Новосибирск), «Прогресс» (Глазов) и «Славия» (София). Двукратный чемпион мира среди молодёжных команд (1975, 1976). В 1994—2006 и 2012—2013 годах был главным тренером команды «Ижсталь».

## Биография
Сергей Абрамов родился 10 июля 1956 года в Новокузнецке, там же и начал заниматься хоккеем, играл на позиции нападающего. В конце 1960-х годов способности юного форварда, выступавшего в турнирах «Золотая шайба», были замечены тренерами новокузнецкой команды «Металлург». Первым тренером Абрамова был Владимир Чернов.
С 1972 года Абрамов начал свои выступления за основной состав «Металлурга», играя в одной тройке с Сергеем Лантратовым и Анатолием Степановым. Информация о том, что «в Новокузнецке появилась какая-то совершенно невероятная тройка нападения», вскоре дошла до Москвы — они были включены в состав юниорской сборной СССР. На чемпионате Европы среди юниоров 1974 года, проходившем в Швейцарии, команда СССР завоевала серебряные медали, а Абрамов стал лучшим снайпером команды. На чемпионате Европы среди юниоров 1975 года, проходившем во Франции, команда СССР завоевала золотые медали, а Абрамов показал второй результат среди бомбардиров команды.
В 1975 году тройка Абрамов — Лантратов — Степанов была включена в состав молодёжной сборной СССР. В её составе Абрамов выступил на двух неофициальных чемпионатах мира среди молодёжных команд — 1975 года, состоявшегося в Канаде, и 1976 года, состоявшегося в Финляндии. На обоих турнирах сборная СССР заняла первое место. Помимо этого, Абрамов выступал за вторую сборную СССР, в составе которой стал победителем турнира на приз газеты «Ленинградская правда» 1976 года.
За новокузнецкий «Металлург» Абрамов выступал до 1978 года — три сезона (в 1972—1975 годах) команда играла в первой лиге чемпионата СССР, а три последующих сезона (в 1975—1978 годах) — во второй лиге. В 1978—1980 годах Абрамов выступал за команду СКА (Новосибирск), в сезоне 1978/79 годов игравшую во второй лиге, а в сезоне 1979/80 годов — в первой лиге чемпионата СССР. В 1980 году Абрамов на некоторое время вернулся в родной «Металлург», игравший в то время во второй лиге.
В 1980—1992 годах Сергей Абрамов выступал за команду «Ижсталь» (до 1984 года и после 1987 года — Ижевск, в 1984—1987 годах — Устинов). Первый матч за «Ижсталь», выступавшую тогда в высшей лиге чемпионата СССР, Абрамов провёл 5 апреля 1980 года в Ижевске, сыграв против команды «Трактор» (Челябинск). Первую шайбу в ворота соперников «Ижстали» Абрамов забросил 26 сентября 1980 года в выездном матче против команды СКА (Свердловск), но это случилось, когда «Ижсталь» играла уже в первой лиге чемпионата СССР. В сезоне 1980/1981 годов Абрамов стал лучшим бомбардиром первой лиги, набрав в 60 матчах 100 очков — 50 заброшенных шайб плюс 50 результативных передач (а с учётом переходного турнира — 114 очков в 72 играх).
В сезоне 1981/1982 годов «Ижсталь» снова играла в высшей лиге, и первая шайба Абрамова на этом уровне была заброшена 26 сентября 1981 года в выездном матче против команды «Химик» (Воскресенск). В течение игровой карьеры Абрамова команда «Ижсталь» выступала в высшей лиге в сезонах 1981/82, 1982/83, 1983/84, 1984/85, 1985/86 и 1987/88 годов. В команде партнёрами Абрамова по тройке нападения в разные годы были Виктор Вахрушев, Сергей Молчанов, Александр Орлов, Игорь Орлов, Виктор Кутергин, Сергей Лантратов и другие.
За время, проведённое в высшей лиге, Абрамов стал рекордсменом команды по числу сыгранных матчей (206), заброшенных шайб (81), результативных передач (93), а также очков по системе «гол плюс пас» (174). Он занимал первую строчку среди лучших снайперов страны по итогам первого этапа чемпионата СССР сезона 1985/86 годов, был лучшим бомбардиром «Ижстали» в сезонах 1983/84, 1984/85 и 1987/88 годов, а также в сезонах 1980/81 и 1986/87 годов, когда команда играла в первой лиге. За 12 сезонов, проведённых в команде «Ижсталь» (6 в высшей лиге и 6 в первой лиге), Абрамов забросил около 300 шайб (всего в официальных турнирах он забросил более 500 шайб). В 1986 году Абрамову было присвоено звание заслуженного работника физической культуры Удмуртской АССР — он стал первым хоккеистом, удостоенным этого звания.
В сезоне 1993/94 годов Абрамов выступал за команду «Прогресс» (Глазов). В 1990-х годах он также играл за болгарский хоккейный клуб «Славия» (София), в составе которого становился чемпионом и серебряным призёром чемпионата Болгарии, а также обладателем Кубка Болгарии.
В 1994—2006 годах Сергей Абрамов работал главным тренером команды «Ижсталь». Он принял команду в тот период, когда из-за финансовых проблем «Ижсталь» в течение двух сезонов (1993/94 и 1994/95) не принимала участия во всероссийских соревнованиях. Под руководством Абрамова, начиная с сезона 1996/97 годов «Ижсталь» выступала в высшей лиге чемпионата России и дважды, в 2001 и 2003 годах, становилась обладателем Кубка Федерации хоккея России. Он также был главным тренером «Ижстали» в 2012—2013 годах. В знак признания заслуг Абрамова перед ижевской командой свитер с его номером 18 был первым поднят под своды ледового дворца «Ижсталь», а номер 18 был навечно изъят из обращения в клубе.
Сергей Абрамов скончался 23 мая 2019 года. В 2020 году посмертно ему было присвоено звание «Почётный гражданин города Ижевска». 

## Достижения
- Чемпион мира среди молодёжных команд — 1975, 1976[2].
- Чемпион Европы среди юниорских команд — 1975[2].
- Серебряный призёр чемпионата Европы среди юниорских команд — 1974[2].
- Победитель турнира на приз газеты «Ленинградская правда» (в составе второй сборной СССР) — 1976[8].
- Чемпион, серебряный призёр чемпионата и обладатель Кубка Болгарии — 1990-е[8].